# Jaciment arqueològic de Can Guardiola I
Can Guardiola I és un jaciment arqueològic en superfície que està situat al municipi de Sant Joan les Fonts, a la Garrotxa. El jaciment se situa per sobre d'un subsòl volcànic caracteritzat litològicament per unes laves basàltiques quaternàries en un sòl agrícola molt fèrtil, drenat pel torrent de Guardiola.

## Descobriment i historiografia
El jaciment va ser descobert el 1983 per Ramon Sacrest i R. Campderich, localitzat en una àrea d'1,6 km², en uns camps de conreu.

## Troballes
Els anys 1999 i 2000, amb motiu de les obres de desdoblament de la carretera N-260 tram Montagut-Olot, es van realitzar diversos seguiments arqueològics de les obres.
En primera instància es va recollir tot el material que apareixia, format sobretot per diversos fragments i esclats elaborats amb matèries d'origen local, com el quars i la quarsita.
En tot el tram que es va prospectar no es va trobar cap gran concentració de restes lítiques sinó que més aviat aquestes es localitzen dispersament en tota la franja oberta per les màquines. S'han pogut recuperar gairebé un centenar de peces (nuclis i ascles) tallades majoritàriament sobre còdols de quars provinents segurament del riu Fluvià.
Amb posterioritat a la prospecció es van dur a terme un seguit de rases (14) a fi de documentar en profunditat la possible existència de restes. Els resultats van ser negatius, ja que tal com s'ha explicat el material es troba en superfície i el que es va documentar únicament va ser la colada volcànica.